# Barbacoas (Wenezuela)
Barbacoas – miasto w Wenezueli, w stanie Aragua.